# TEE Paris-Ruhr
Le Paris-Ruhr, créé le 2 juin 1957, était assuré par une rame automotrice diesel allemande du groupement Trans-Europ-Express, sur la ligne Paris–Maubeuge–Liège–Cologne–Dortmund, alors très fréquentée par les hommes d'affaires, hauts fonctionnaires et industriels. À partir du 3 juin 1973, ce train fut rebaptisé Molière et le trajet limité à Dusseldorf puis à Cologne. Une rame SNCF de type Mistral 1969 fut substituée à l'automotrice d'origine.
Ce service sera suspendu le 26 mai 1979.

## Sources
1. 1 2  Maurice Mertens (photogr. Vie du rail et J. Claus), LES TRANS EUROP EXPRESS, Paris, La vie du rail, coll. « Histoire et Technique », 1er trimestre 1986, 240 p., p. 70 à 72